# Berengário II de Millau
Berengário II de Millau (1045 — 1080) foi Visconde da cidade francesa de Millau, comuna localizada no sudoeste da França. Actualmente faz parte do departamento de l'Aveyron e da região do Midi-Pyrénées.

## Relações familiares
Foi filho de Ricardo II de Millau (c. 1000 —?). e de Rixende de Narbona, filha de Berengário I de Narbona  (c. 995 - 1067) e de Garsenda de Besalú. Casou com Inês de Carlat filha de Gilbert II de Carlat Senhor de Carlat e de Nobilie de Lodève de quem teve:
1. Ricardo III de Rodez (? - 1135) conde de Rodez.
2. Gilberto I de Gévaudan (1055 — 1111) casou com Gerberga da Provença, Condessa de Arles, filha de Godofredo I da Provença e de Estefânia de Marselha.